# Ley de Whorf
La Ley de Whorf es una ley fonética aplicable en los idiomas yuto-nahuas propuesta por el lingüista Benjamin Lee Whorf. Con ella se explica el origen en las  lenguas nahuas del fonema / tɬ / que no se encuentra en ningún otro idioma de las lenguas de la familia uto-azteca. La existencia de / tɬ / en náhuatl habían desconcertado a los lingüistas anteriores y provocó el interés en Edward Sapir, maestro de Whorf, quien quiso reconstruir las secuencias del fonema / tɬ / en la lengua proto-uto-azteca basándose únicamente en el estudio del náhuatl. En un documento de 1937 publicado en la revista American Anthropologist, Whorf argumentó que el fonema fue el resultado de un cambio fonético en algunas lenguas nahuas que sufrieron un cambio de un original */t/ a [tɬ] en la posición ante la vocal */a/. Esta ley fonética ha llegado a ser conocida como "ley de Whorf" y todavía se considera válida, a pesar de que se ha desarrollado una comprensión más detallada de las condiciones exactas en las que surgió.
La situación había sido oscurecida por el hecho de que a menudo, la vocal */a/, posteriormente, se había perdido o cambiado a otra vocal, por lo que era difícil darse cuenta de lo que había condicionado el cambio. Debido a que algunas lenguas nahuas en nuestros días tienen /t/ y otros tienen /tɬ/, Whorf pensó que la ley se había limitado a ciertos dialectos y que los dialectos que tenían / t/ eran más conservadores. En 1978, Lyle Campbell y Ronald Langacker mostraron que de hecho la ley de Whorf había afectado a todas las lenguas nahuas y que algunos dialectos habían cambiado posteriormente /tɬ/ a /l/ o de vuelta a /t/, pero sigue siendo evidente que la lengua pasó por una etapa /tɬ/.
En 1996, Alexis Manaster Ramer mostró que el cambio de sonido, de hecho, había ocurrido antes en el proto-uto-azteca donde una vocal central alta, la */ɨ / también había entrado en juego, no sólo la */a/. En la actualidad, el idioma yuto-nahua más conocido es el náhuatl.